# Cornera
La cornera o cornera vulgar (Cotoneaster integerrimus), és una espècie de planta rosàcia.
La seva distribució és europea, lateboreal, alpina i subalpina, incloent Catalunya (Pirineus i Montseny).

## Descripció
Arbust tortuós de 30 a 200 cm d'alt amb les fulles glabres a l'anvers i el limbe d'1-3 x 0,5-3 cm; calze glabre (o pubescent al marge); flors de color de rosa en nombre d'1-4, floreix de maig a juny; fruit de 6 a 8 mm de color vermell reflex glabre i lluent.

## Hàbitat
Matollar de ginebró, de bàlec, etc.
Principalment a l'estatge subalpí entre els 1.200 i 2.750 m d'altitud.